# 나타데코코
나타데코코(스페인어: nata de coco) 또는 코코넛 젤(영어: coconut gel)은 코코넛을 젤리 형태로 가공한 필리핀 요리이다.
나타데코코는 코코넛워터를 발효시켜 젤리 형태로 가공한 필리핀 요리다. 아세토박토 자일리늄에 의한 미생물 셀룰로오스의 생산을 통해 젤화된다.
씹는 맛이 있으며 음료수나 후식에 이용된다. 나타데코코 덩어리를 넣는 시판되는 음료수로는 모구모구, 코코팜, 요쿠 등이 있다.
필리핀 에서 유래된 나타데코코는 파인애플로 만든 전통적인 필리핀 나타 데 피냐의 대안으로 Teódula Kalaw África에 의해 1949년에 발명되었다. 사탕이나 디저트로 가장 일반적으로 달게되며 피클, 음료, 아이스크림, 푸딩 및 과일 칵테일을 포함한 다양한 음식과 함께 할 수 있다.

## 어원

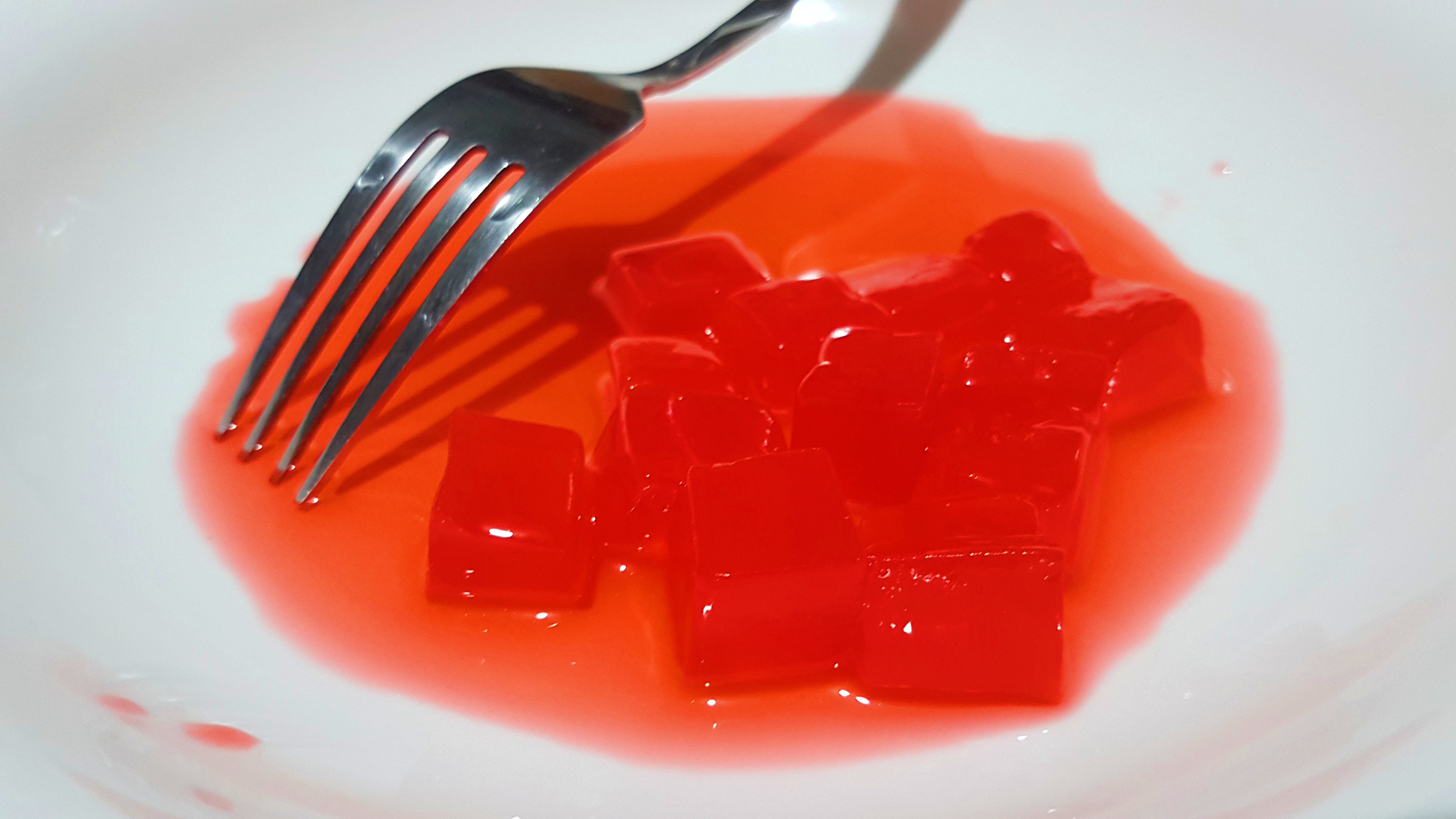
시럽 안의 레드 나타데코코

나타데코코는 스페인어로 "코코넛 크림"을 의미한다.

## 역사
나타데코코는 1949년 National Coconut Corporation(현재는 Philippine Coconut Authority )에서 일하는 필리핀 화학자 Teódula Kalaw África에 의해 발명되었다. 원래 18세기 이후 생산된 젤 같은 또 다른 필리핀 디저트인 나타데피냐(nata de piña)의 대안으로 고려되었다. 수요는 많았지만 나타데피냐는 계절에 따라 피냐 섬유 산업이 감소하는 파인애플 수확에 의존했기 때문이다.
나타데코코의 상업적 생산은 1954년에 시작되었다. 이 기관은 필리핀 코코넛 관리청으로 이름을 바꾸고 라구나 알라미노스에 지점을 열고 이 기술을 현지 농부들에게 소개했다. 나타데코코 생산은 나중에 Priscilla C. Sánchez가 이끄는 미생물학자 팀의 노력을 통해 1970년대 중반에 최적화되었다. 20세기에는 코코넛에 대한 수요가 증가했습니다. 코코넛 제품은 나타데코코를 포함하여 필리핀의 주요 수출 제품이 되었다.

## 영양분
나타데코코는 주로 코코넛 물로 만들어지기 때문에 영양가가 적다. 한 컵(118g)에는 109칼로리, 1g의 단백질, 7g의 탄수화물이 들어 있다. 다른 디저트에 비해 칼로리가 적으면서 소화를 돕는 식이섬유가 들어 있기 때문에 종종 건강에 좋은 음식으로 특징지어진다.

## 생산
상업적으로 만들어진 나타데코코는 필리핀, 특히 라구나와 케손, 태국, 베트남, 말레이시아 인도네시아, 특히 욕야카르타의 소규모 농장에서 만다. 일반적으로 항아리에 판매된다.
주로 코코넛 워터 디저트는 다음 단계를 통해 생산된다.
1. 코코넛 워터 추출,
2. 박테리아 배양으로 코코넛 물의 발효,
3. 생성된 나타데코코의 표층을 분리 및 절단,
4. 아세트산 세척 및 세척,
5. 절단 및 포장

## 요리법
나타데코코는 단독으로 섭취할 수 있지만 과일 샐러드, 할로할로, 코코넛 케이크, 아이스크림, 청량 음료, 버블티 및 요구르트의 재료로도 사용할 수 있다.